# KEI-week
De KEI-week is de algemene introductieweek voor studenten in de Nederlandse universiteitsstad Groningen. Aankomende eerstejaars van de Rijksuniversiteit Groningen, Hanzehogeschool Groningen en andere onderwijsinstellingen maken in vijf dagen kennis met de stad. Dit gebeurt door middel van evenementen die in het teken staan van sport, cultuur, politiek en studentenverenigingen. De KEI-week vindt jaarlijks plaats in augustus. In 2025 zal de KEI-week plaatsvinden van 11 t/m 15 augustus. Elk jaar nemen er ongeveer 5000 studenten aan deel. Het is daarmee de grootste introductieweek van Europa.

## KEI-week
De eerste KEI-week vond plaats in 1969. Naast het algemene KEI-programma, dat georganiseerd wordt door de Stichting KEI, vinden er tijdens KEI-week nog andere activiteiten van verscheidene studentenorganisaties uit Groningen plaats. Voor de meeste studentenverenigingen is de KEI-week de enige periode waarin nieuwe leden worden aangenomen.
Tijdens de KEI-week worden de deelnemers verdeeld in KEI-groepjes van twaalf tot vijftien studenten. Deze staan onder leiding van ouderejaars studenten, die zich daarvoor vrijwillig hebben opgegeven. Elk jaar melden zich honderden ouderejaarsstudenten aan voor het worden van KEI-leider. Aanwezig zijn bij KEI-activiteiten is voor de deelnemers niet verplicht.

## Organisatie
De KEI-week wordt georganiseerd door de Stichting Kommissie Eerstejaars Introductie (KEI). Deze stichting, die in 1972 werd opgericht, heeft een Algemeen Bestuur en een Dagelijks Bestuur. Het Algemeen Bestuur bestaat uit veelal ouderejaars studenten en medewerkers van de onderwijsinstellingen. Dit bestuur voert geen operationele taken uit, maar draagt de eindverantwoordelijkheid voor de KEI-week door het Dagelijks Bestuur te adviseren en te controleren. Het Dagelijks Bestuur bestaat uit zeven studenten die een jaar bezig zijn met het organiseren van de KEI-week. Tijdens de KEI-week wordt het dagelijks bestuur bijgestaan door vrijwilligers.

## Programma
Het algemene programma van de KEI-week is elk jaar anders, maar de afgelopen jaren is een aantal evenementen meerdere malen teruggekomen:
- Informatiemarkt: De eerste kennismaking met de vele verschillende studentenorganisaties en verenigingen die Groningen rijk is;
- International Welcome: Een evenement om internationale studenten een goede start te bieden aan de KEI-week;
- Mbo-welkom: Een evenement om mbo-studenten een duidelijk beeld te geven van de verwachtingen van de KEI-week;
- Sit and See: Een tour langs de highlights van Groningen in een open dubbeldekker;
- The Grand Opening: Concert op de Grote Markt. The Grand Opening is vrij toegankelijk, ook voor niet-studenten;
- Time to Talk: Evenement waar lezingen en workshops worden gegeven over manieren van studeren en studieverenigingen zichzelf presenteren;
- KEI-Parade: Door de binnenstad presenteren zich verschillende verenigingen in vorm van een parade;
- Night of the Songs: Groot meezingfestijn op de Grote Markt die eveneens vrij toegankelijk is;
- Sportplaza: Sportevenement op het ACLO-sportcomplex op de Zernike Campus, waar studentensportverenigingen zich presenteren;
- More to Explore: Informatief evenement over activiteiten die men naast de studie kan ondernemen, met uitzondering van sport;
- Kroegentocht: Tour door de Groningse horeca;
- Open Air Festival: Festival in de openlucht met bekende artiesten.
- Film op de Vismarkt: Openluchtbioscoop in de binnenstad;
- Eindfeest: Afsluiting van de KEI-week, sinds 2022 op het Suikerunieterrein. Hiervoor was het op Sportcentrum Kardinge (sinds 2017).

Vanwege "de waardevolle bijdrage van de KEI-week [...] aan het evenementenprogramma van Groningen" zijn KEI-evenementen door de gemeente uitgezonderd van het normaal in de horeca geldende eindtijdenbeleid.

## Thema
De KEI-week heeft sinds 1998 ieder jaar een thema.
- 1998: Groningen barst los
- 1999: Het dak eraf
- 2000: Ik kwam, ik KEI, ik overwon
- 2001: Groningen slaat op hol
- 2002: Groningen gets ready for launch
- 2003: Paradise KEI-land
- 2004: KEIzerlijk
- 2005: KEI zijn is meemaken
- 2006: The KEI is the limit
- 2007: More to explore
- 2008: Ready.. Steady.. KEI!
- 2009: The KEI to your future
- 2010: It's a KEI of magic
- 2011: KEI will rock you

- 2012: One of a KEI
- 2013: Colour your KEI
- 2014: Generation KEI
- 2015: KEI is your KEY
- 2016: Let's KEI together
- 2017: Once Upon a KEI
- 2018: Destination KEI
- 2019: Route '19 KEI
- 2020: Your magical decade
- 2021: Capture the KEI
- 2022: Level XXII - Welcome to the State of KEI
- 2023: Shape of KEI - Break the Mould
- 2024: Planet KEI - To Gro and Beyond
- 2025: Casa KEI - Your New Home Awaits